# Вја Апја Ест (Беневенто)
Вја Апја Ест је насеље у Италији у округу Беневенто, региону Кампанија.
Према процени из 2011. у насељу је живело 59 становника. Насеље се налази на надморској висини од 267 м.